# Husrev Beg
Khosrew Beg o Husrev Beg (Serez, Macedònia, vers 1480-Sarajevo 1541) fou governador (sandjakbegi) de Bòsnia. Era fill de Seldjuka, una filla del sultà Baiazet II i de Ferhad, un eslau ric d'Hercegovina.
Va prendre part a la campanya de Belgrad (1521) i després de la conquesta de la ciutat fou nomenat governador de Bòsnia el 15 de setembre. Durant quatre anys va estar a Sarajevo, però pel seu fracàs en el setge de Yayçe fou destituït el 1525, però al cap de sis mesos, el 1526, fou nomenat altre cop i va restar en exercici fins a la mort, excepte de 1533 a 1533 quan fou enviat a Semàndria com a sandjakbegi. Per les seves activitats militars sovint victorioses (per Bòsnia, Dalmàcia i Eslavònia va aconseguir ser considerat un ghazi. El botí obtingut el va dedicar a engrandir Sarajevo i va fundar un khankah, un hamman (banys), un bedestan, el caravanserrall de Tashli Khan, la mesquita de Begova džamija (mesquita del Beg) amb un türbe o mausoleu (1531 i 1537), i la madrassa de Kur şumlija medresa, a més d'altres diversos edificis públics molts dels quals foren destruïts en els segles següents. La biblioteca de la Begova džamija fou enviada fora de Bòsnia pel governador Topal Othman Pasha (1861-1869) el 1864, però recuperada amb aportacions d'altres biblioteques el 1867; el 1963 tenia 6.456 manuscrits àrabs, perses i turcs i altre material valuós.